# Jan Sergiusz Gajek
Jan Sergiusz Gajek, M.I.C. (* 2. února 1949, Łyszkowice) je polský řeckokatolický kněz a apoštolský administrátor v Bělorusku.

## Život
Narodil se 2. února 1949 v Łyszkowicích v římskokatolické rodině. Zde úspěšně odmaturoval na gymnáziu.
V srpnu 1967 vstoupil ke Kongregaci kněží Mariánů Neposkvrněného početí Panny Marie. Mezi roky 1967 a 1974 studoval na Katolické univerzitě v Lublinu. Na konci 60 let se začal podílet na činnosti běloruského duchovenstva v exilu. Udržoval kontakt s centrem kultury a náboženství Běloruska, včetně s biskupem Časlaŭem Sipovičem a otcem Robertem Tamušanskim. Dne 15. srpna 1973 složil své věčné sliby. Na kněze byl vysvěcen 23. června 1974 a několik roků sloužil ve farnosti Hlucholazy.

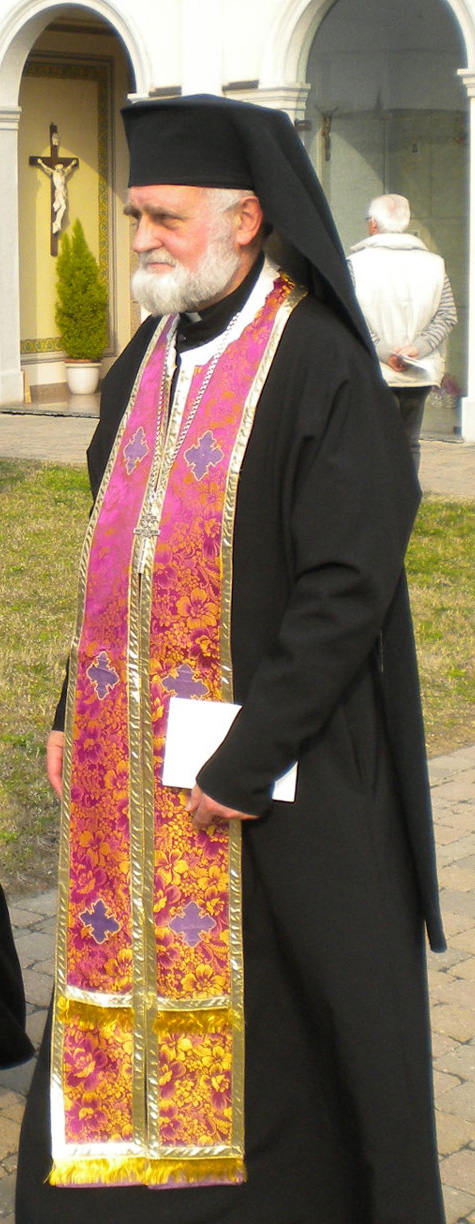
Jan Sergiusz Gajek, 2012

Poté dva roky studoval na teologické fakultě Katolické univerzity v Lublinu. Poté byl poslán do Říma kde v letech 1978-1983 studoval na Papežském východním institutu kde získal doktorát a odešel zpět do Polska. Po návratu působil na Univerzitě v Lublinu.
Roku 1994 jej papež Jan Pavel II. jmenoval apoštolským vizitátorem řeckokatolíků v Bělorusku. Roku 1996 byl povýšen na archimandritu. Od roku 1997 je poradcem Kongregace pro východní církve.
Vydal několik publikací o křesťanství na Slovanském východu. V červenci roku 2006 navštívil Českou republiku a přednášel zde na Katolické charizmatické konferenci v rámci katechetického bloku a též zde měl workshop, na kterém podal svědectví o současném stavu řeckokatolické církve v Bělorusku.
Dne 30. března 2023 jej papež František ustanovil apoštolským administrátorem nově zřízené Apoštolské administratury v Bělorusku.